# Gaetano Berruto
Gaetano Berruto (* 8. Februar 1946 in Turin) ist ein italienischer Sprachwissenschaftler und Hochschullehrer, der besonders auf dem Gebiet der Soziolinguistik aktiv ist, die er seit den 1970er Jahren in sehr hohem Maße mitgeprägt hat. Seit 2018 ist Berruto emeritierter Professor für historische Linguistik an der Universität Turin.

## Leben und Werk
Nachdem Gaetano Berruto sein klassisches Abitur am Liceo classico Cavour in Turin erworben hatte, schloss er im Jahre 1969 sein Studium an der Universität Turin mit einer Arbeit über italienische Dialektologie ab. Anschließend  begann seine akademische Forschungstätigkeit am Sprachatlas Atlante Linguistico Mediterraneo, die bis 1971 von der Fondazione Giorgio Cini unterstützt wurde. Nachdem er von 1973 bis 1980 Allgemeine Sprachwissenschaft an der Universität Bergamo  gelehrt hatte, wurde er 1981 auf den Lehrstuhl für italienische Linguistik an der Universität Zürich berufen. Im Jahre 1995 wurde er ordentlicher Professor für Glottologie und Linguistik an der Universität Turin, wo er bis zu seiner Emeritierung im Jahre 2018 unterrichtet hat. Zu seinem akademischen Werdegang gehören Gastprofessuren an bedeutenden europäischen Universitäten. Berruto war Gastprofessor an der Universität Heidelberg im Jahre 1997 und Professor invité an der Universität Paris III-Sorbonne Nouvelle im Jahre 2003. Er hat zudem zahlreiche Konferenzen und Seminare an Universitäten auf der ganzen Welt abgehalten. Berruto war Sektionspräsident und Hauptredner auf zahlreichen wissenschaftlichen Kongressen, zu denen er immer wieder eingeladen wurde; sowie Mitglied des Redaktions- oder wissenschaftlichen Ausschusses mehrerer Linguistikzeitschriften und wissenschaftlicher Reihen renommierter Verlage. Vier Jahre lang (1985–1989) war er Präsident der Gesellschaft für italienische Linguistik.
Die Hauptinteressengebiete seiner Bücher waren die italienische Soziolinguistik und die Varietätenlinguistik, mit besonderem Augenmerk auf sprachliche Varietäten in mehrsprachigen Situationen. Neben Dialektologie, Angewandter Linguistik und Sprachdidaktik beschäftigte Berruto sich auch mit Semantik, morphologischer Theorie, Sprachkontakt und Code-Switching, italienischer Linguistik, Minderheitensprachen und Zweitspracherwerb. Er war an mehreren Forschungsprojekten zur Soziolinguistik und zum Zweitspracherwerb beteiligt, leitete in der Schweiz ein Projekt des Schweizerischen Nationalfonds zum Thema „Italienisch in der Deutschschweiz“ (italienisch: L’italiano nella Svizzera tedesca) und war Koordinator eines interuniversitären Projekts zum Thema „Nationalsprache und Dialekt in Italien zu Beginn des dritten Jahrtausends“ (italienisch: Lingua nazionale e dialetto in Italia all’inizio del Terzo Millennio). Berruto hat etwa 420 Veröffentlichungen auf Italienisch, Französisch, Englisch, Deutsch und Piemontesisch zu verzeichnen. Seine Bücher zur Soziolinguistik wurden ins Spanische und ins Serbokroatische übersetzt. Er ist Herausgeber von mehreren internationalen Fachzeitschriften. Seit 2008 ist er korrespondierendes Mitglied der Akademie der Wissenschaften in Turin für Philologie, Linguistik sowie mittelalterliche und moderne Literatur.

## Veröffentlichungen (Auswahl)
- La sociolinguistica, Bologna, Zanichelli, 1974.
- La semantica, Bologna, Zanichelli, 1976.
- Sociolinguistica dell'italiano contemporaneo, Roma, Carocci, 1987. 2. Auflage 2012.
- Lezioni di sociolinguistica e linguistica applicata (mit Monica Berretta), Napoli, Liguori, 1988.
- Fondamenti di sociolinguistica, Roma-Bari, Laterza, 2003.
- Nozioni di linguistica generale, Napoli, Liguori, 2004.
- Prima lezione di sociolinguistica, Roma-Bari, Laterza, 2004.
- Corso elementare di linguistica generale, Torino, UTET Università, 2006.
- La linguistica: un corso introduttivo (mit Massimo Cerruti), Torino, UTET Università, 2011.